# The Legend of Johnny Cash
The Legend of Johnny Cash je kompilacija Johnnyja Casha. To je prvi takav album na kojem se nalaze materijali iz Cashove ere u American Recordingsu uz pjesme koje je snimao za Sun i Columbiju. Objavljen je 25. listopada 2005. pod etiketama Islanda, Americana, Columbije i Legacyja i usko povezan s premijerom biografskog filma Hod po rubu. Uspjeh filma pratio je i onaj uspjeh albuma koji je prodan u više od dva milijuna primjeraka.

## Popis pjesama
1. "Cry Cry Cry" (Cash) – 2:24
2. "Hey Porter" (Cash) – 2:13
3. "Folsom Prison Blues" (Cash) – 2:49
4. "I Walk the Line" (Cash) – 2:45
5. "Get Rhythm" (Cash) – 2:14
6. "Big River" (Cash) – 2:32
7. "Guess Things Happen That Way" (Jack Clement) -1:51
8. "Ring of Fire" (June Carter Cash, Merle Kilgore) - 2:37
9. "Jackson" (Jerry Leiber, Wheeler) – 2:46
10. "A Boy Named Sue" (live) (Shel Silverstein) – 3:46
11. "Sunday Mornin' Comin' Down" (Kris Kristofferson) – 4:07
12. "Man in Black" (Cash) – 2:52
13. "One Piece at a Time" (Kemp) – 4:02
14. "Highwayman" (Webb) – 3:03
15. "The Wanderer" (s U2) (Bono, Adam Clayton, The Edge, Larry Mullen, Jr.) – 4:45
16. "Delia's Gone" (Cash, Silbersdorf, Toops) – 2:19
17. "Rusty Cage" (Chris Cornell) – 2:49
18. "I've Been Everywhere" (Geoff Mack) – 3:16
19. "Give My Love to Rose" (Cash) – 3:27
20. "The Man Comes Around" (Early Take) (Cash) – 3:50
21. "Hurt" (Trent Reznor) – 3:38

### Izmijenjeni popis pjesama
Verzija objavljena u Ujedinjenom Kraljevstvu nazvana Ring of Fire (The Legend of Johnny Cash)ima izmijenjeni popis pjesama, s tim da nekih pjesama s vrha popisa nema, a druge, kao što su "One U2 i "Personal Jesus" Depeche Modea, su zauzele njihovo mjesto.   Arhivirana inačica izvorne stranice od 26. rujna 2007. (Wayback Machine)

## Izvođači
- Johnny Cash - vokali, producent

### Tehničko osoblje
- Rick Rubin, Steven Berkowitz, Charlie Bragg, Gregg Geller, Bob Johnston, Frank Jones, Don Law, Andy McKaie, Chips Moman - producenti
- Gavin Lurssen, Dana Smart - remastering
- Adam Abrams - koordinatori produkcije
- Meire Murakami - dizajn
- David Gahr, Don Hunstein, Les Leverett, Jim Marshall, Alan Messer - fotografija
- Ryan Null - foto koordinacija
- Rich Kienzle - bilješke s omota